# Gotthilf Samuel Falbe
Gotthilf Samuel Falbe (ur. 11 kwietnia 1768 w Woldenbergu w Nowej Marchii, dziś Dobiegniew, zm. 23 czerwca 1849 w Stargardzie) – królewski radca szkolny, dyrektor i profesor Kolegium Gröninga w Stargardzie, członek Towarzystwa Historii i Starożytności Pomorza.
Urodził się w rodzinie zubożałej szlachty. Uczęszczał do szkoły w Dobiegniewie, a od 1783 kształcił się w Gimnazjum Werdera w Berlinie. Po ukończeniu gimnazjum kontynuował naukę na Uniwersytecie w Halle na kierunku filologia. Po ukończeniu studiów w 1793 przybył do Stargardu, gdzie został subrektorem Collegium Groeningianum oraz czwartym profesorem. W pięć lat później został rektorem Collegium (pełnił tę funkcję najdłużej w historii szkoły – 45 lat, od 1798 do 1843)
W 1809 do Stargardu zostaje przeniesiony Pomorski Rząd Krajowy, w związku z tym Falbe zostaje królewskim radcą szkolnym. 
Został wyróżniony honorowym obywatelstwem Stargardu, oraz Orderem Czerwonego Orła III Klasy.